# Pseudocordylus spinosus
Pseudocordylus spinosus — вид ящірок родини поясохвостів (Cordylidae). Мешкає в Південній Африці.

## Поширення і екологія
Pseudocordylus spinosus мешкають в Драконових горах на кордоні східного Лесото і Південно-Африканської Республіки. Вони живуть на високогірних луках та серед скель, на висоті від 900 до 2517 м над рівнем моря.